# Hluboko skryté tajemství
Hluboko skryté tajemství (v anglickém originále The Down Low) je jedenáctá epizoda z šesté řady amerického lékařského dramatu Dr. House.

## Děj
Když se obchodník s drogami Mickey (Ethan Embry) záhadně zhroutí během vyjednávání o prodeji drog, doprovází ho jeho spolupachatel Eddie (Nick Chinlund) k léčbě do nemocnice Princeton Plainsboro. Mickey ale tají své osobními údaje, které tým potřebuje k léčbě. Jak se Mickeyův stav zhoršuje, tým se při řešení případu uchýlí k staromódní detektivní práci. Eddie vezme Třináctku do skladu, aby zkontrolovala drogy na stopy; jsou téměř chyceni, ale Třináctka předstírá, že je prostitutkou, a dostanou se díky tomu pryč.
Třináctka, Chase a Taub se pokoušejí na Foremana udělat vtip. Třináctka na podlaze nechává falešnou výplatní pásku, která ukazuje, že vydělává více než Foreman. Když si Foreman stěžuje Chasovi s Taubem, potvrdí mu, že vydělají tolik jako Třináctka. Ta si také půjčuje drahé hodinky na posílení iluze. Foreman protestuje proti zřejmým rozdílům v platu Cuddyové, ale ona ho odmítá, přičemž poznamenává, že Foreman nemá jinou nabídku, se kterou by mohla vyjednávat. Foreman později řekne svým spolupracovníkům, že odejde po dokončení tohoto případu. Všichni tři přiznají vtip Cuddyové a požádají ji, aby mu z jejich šeků přidala plat, aby zabránili jeho rezignaci. Souhlasí a pak jim řekne, že jí Foreman o odchodu nic neřekl. Když opouštějí kancelář Cuddyové, Foreman se směje jejich důvěřivosti.
Mezitím House a Wilson soutěží o náklonnost nové sousedky Nory (Sasha Alexander). House ji nutí si myslet, že jsou s Wilsonem homosexuální pár. Když se Wilson snaží vysvětlit, že je to jeden z Housových plánů, Nora špatně interpretuje situaci a myslí si, že Wilson žárlí, že tráví čas s Housem. Nakonec Wilson v restauraci oznámí Houseovi „návrh na uzavření manželství“. Plán funguje a ona nakonec nesnáší oba.
House odposlouchává Mickeyho pokoj, aby zjistil jakákoli užitečná tajemství. Když to nedokáže, uvědomí si, že signál je zaseknutý, protože Mickey má vlastní odposlouchávací zařízení v místnosti. Mickey je ve skutečnosti tajný policista, vyděšený z toho, že byl chycen. Sledoval obchod z drogami 16 měsíců. Je nespolupracující, protože se obává, že přijde o maskování a ztratí případ na velkém obchodníkovi s kokainem. House si nakonec uvědomí, že Mickeyho nemoc je Hughesův-Stovinův syndrom, neléčitelné autoimunitní onemocnění, které vytváří mnohočetné aneuryzma. Třináctka ho potěšila, když řekla, že udělal správnou věc, aniž by přišel o případ, protože nebylo nic, co by mohli udělat, bez ohledu na to, co řekl.
Když Mickey umírá v náručí své manželky (Bonnie Kathleen Ryan), Eddie a obchodníci s drogami jsou zatčeni. Jakmile jsou chyceni, uvědomí si Eddie pravdu o Mickeyovi a je viditelně zraněn. Dříve v epizodě měl Mickey možnost zdržet Eddieho u své postele a nenechat ho chytit, nebo ho poslat obchodovat a nechat se chytit. Mickey se rozhodl vykonávat svou povinnost jako policista, ale než Eddie odešel, Mickey se mu omluvil, protože věděl, co přijde.
V bytě Wilson Houseovi řekne, že Nora je považuje za „prolhané lumpy“. Wilson vyjádří nenávist ke křeslům a začne zpívat „One“, což vede k tomu, že mu House řekne, že ho udeří do obličeje. Wilson mu řekne, že přestane, pokud House vrátí to křeslo.
„Nikdy,” říká House.
Wilson pak nadále, i přes Housovo zděšení, ve zpěvu pokračuje.

## Hudba
- Maggot Brain od Funkadelic
- Sway od Deana Martina
- One od A Chorus Line (Wilson zpívá skladbu v posledních několika sekundách epizody).[1]